# نيكولاس فيلاميل
نيكولاس فيلاميل (بالإسبانية: Nicolás Villamil)‏ هو لاعب كرة قدم أرجنتيني، ولد في 11 أبريل 1965 في مندوزا في الأرجنتين، وتوفي في 11 سبتمبر 2021 في تومي (تشيلي) في تشيلي. لعب مع نادي أونيفرسيداد دي تشيلي.